# Elba

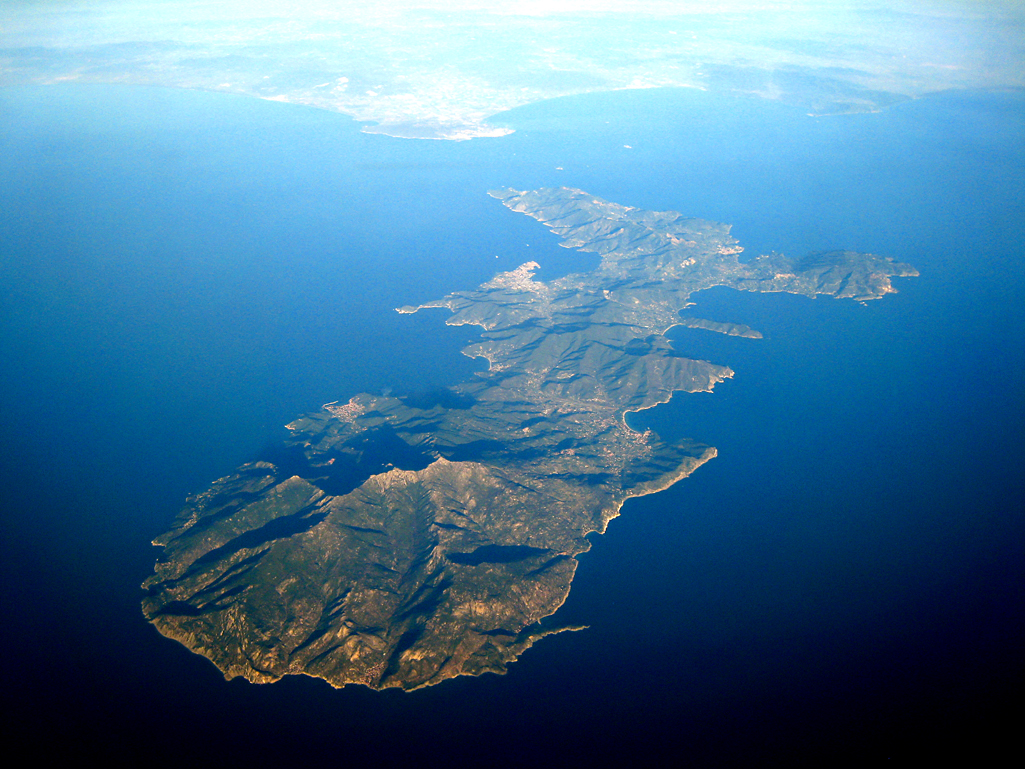
Elba gezien vanuit een vliegtuig

Elba (Italiaans: Isola d'Elba) is een eiland nabij de stad Livorno in Italië. Het is het grootste eiland van de Toscaanse Archipel en na Sicilië en Sardinië het derde van Italië. De hoofdstad is Portoferraio (wat letterlijk ijzerhaven betekent), waar bijna de helft (12.020 inwoners) van de bevolking woont. Hier werd tot in de 21e eeuw het ijzererts overgeslagen dat aan de oostzijde van het eiland werd gedolven.
Het eiland is bereikbaar vanuit Piombino, van waaruit meerdere malen per dag veerboten varen naar Portoferraio en Rio Marina. Er is ook een kleine internationale luchthaven op het eiland: Marina di Campo.
Twee massieve vestingen domineren het havenbeeld. Via de Porte a Terra is het oude stadsdeel bereikbaar, bijvoorbeeld de Piazza della Repubblica, omzoomd door bomen. Via een steil straatje omhoog komt men bij de kerk Santissima Misericorde, die met veel marmer is gedecoreerd. Hier bevindt zich een gedenkplaat voor Napoleon en een kopie van de sarcofaag die in de Dôme des Invalides te Parijs staat. Op het eiland zijn drie musea aan Napoleon gewijd. In één ervan ligt onder andere een gezichtsmasker van hem. De andere twee zijn de twee huizen waarin hij verbleef tijdens zijn periode van ballingschap op het eiland.

## Geschiedenis
Het eiland is al sinds de 5e eeuw v.Chr. bewoond door de Etrusken. Die kwamen af op het vele ijzererts dat op het eiland was te vinden. Het ijzererts werd ter plaatse bewerkt tot ijzer. Het werd verscheept naar de Etruskische steden en verkocht aan de Grieken in Groot-Griekenland. De Etrusken hebben een weg over het hele eiland gemaakt, en deze is in de moderne tijd geasfalteerd. Later kwamen de Romeinen die ook ijzer van het eiland haalden.
Na de val van het Romeinse Rijk werd het eiland beheerst door de Ostrogoten en vanaf 610 door de Longobarden. Het eiland werd vele malen aangevallen door piraten en Saracenen. In het begin van de 11e eeuw werd het veroverd door de Republiek Pisa. Elba bleef onderdeel van Pisa tot Pisa in 1398 door Gherardo Appiano werd verkocht aan de familie Visconti, de heersers van Milaan. Piombino, Elba en nog wat kleinere gebieden vielen buiten de verkoop en bleven bezit van de familie Appiani, de bestuurders van het Vorstendom Piombino. De familie stond in 1546 een deel van Elba af aan de Medici, de heersers van het toen zeer machtige Florence. De Appiani's kregen 31 jaar later echter weer de macht over het volledige eiland. In 1603 werd Elba Spaans bezit, en 199 jaar later, bij de Vrede van Amiens (1802), werd het Frans, na door de Britten te zijn bezet. In 1815 werd Elba overgedragen aan het Groothertogdom Toscane. In 1860 ging het op in het nieuwe Koninkrijk Italië. Tijdens de Tweede Wereldoorlog werd het bezet door de Duitsers, maar in 1944 bevrijd door de Fransen.

### Napoleon
De Franse keizer Napoleon Bonaparte verbleef van 4 mei 1814 tot 26 februari 1815 in ballingschap op Elba, nadat hij voor de eerste keer uit zijn macht gezet was. Hij werd door de geallieerde mogendheden die hem verslagen hadden tot soeverein vorst van dit eiland benoemd en hij mocht een leger van 600 man onder zijn bewind hebben. Hij reorganiseerde het eiland, waardoor de economie er sterk verbeterde. Hij liet tussen de twee eerder genoemde vestingen zijn residentie bouwen, het Palazzina dei Mulini, en in San Martino staat de zomerresidentie van Napoleon, een fraaie villa met uitzicht op de stad. Napoleon heeft zijn - luxueuze - verblijf op het eiland als vernederend ervaren; uiteindelijk, na tien maanden, ontsnapte hij van het eiland en trok met getrouwen terug naar Frankrijk (zie Honderd Dagen).

## Geografie

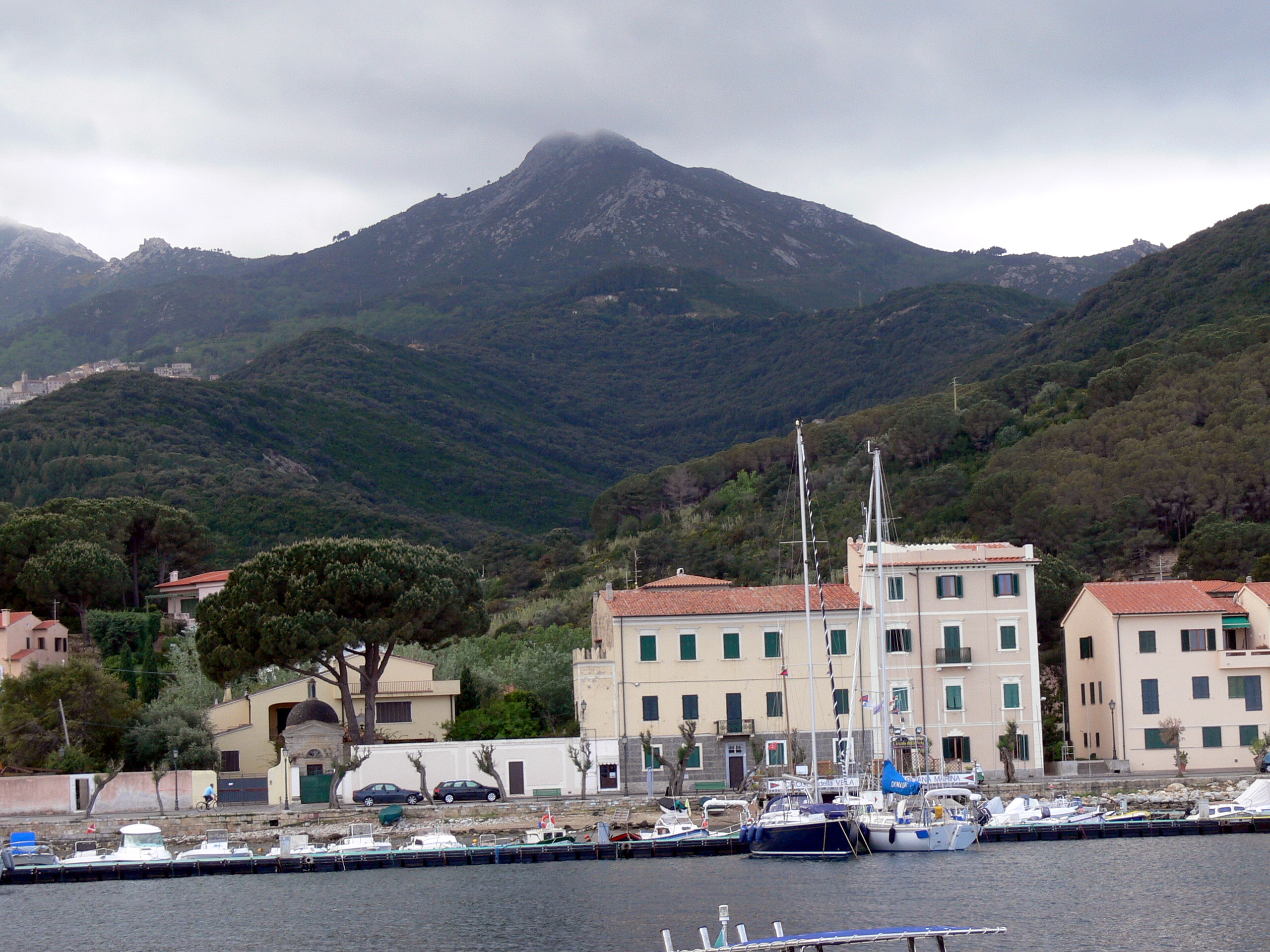
De Monte Capanne gezien vanuit Marciana Marina

Het eiland heeft een oppervlakte van 224 km² en telt circa 30.000 inwoners. De kustlijn meet 147 kilometer en de hoogste berg is de Monte Capanne (1019 m).
Bestuurlijk behoort Elba tot de provincie Livorno en de regio Toscane. Het eiland is verder onderverdeeld in acht gemeenten: Portoferraio, Campo nell'Elba, Capoliveri, Marciana, Marciana Marina, Porto Azzurro, Rio Marina en Rio nell'Elba.
Rondom het eiland liggen meerdere kleine rotseilanden die net als Elba tot de Toscaanse Archipel gerekend worden, zoals Corbella, Gemini, Liscoli, Remaiolo, Ortano, Scoglietto di Portoferraio, Topi en Triglia.
Er is ook een aantal baaien te vinden: onder andere Marina di Campo en Lacona.

## Het huidige Elba
Elba leeft vooral van de wijnbouw en van het toerisme. De toeristen komen vooral af op de rust, natuur, de jachthavens en om te duiken. Het eiland is bovendien vindplaats van veel edelstenen en mineralen, in het bijzonder toermalijn en pyriet.

## Galerij

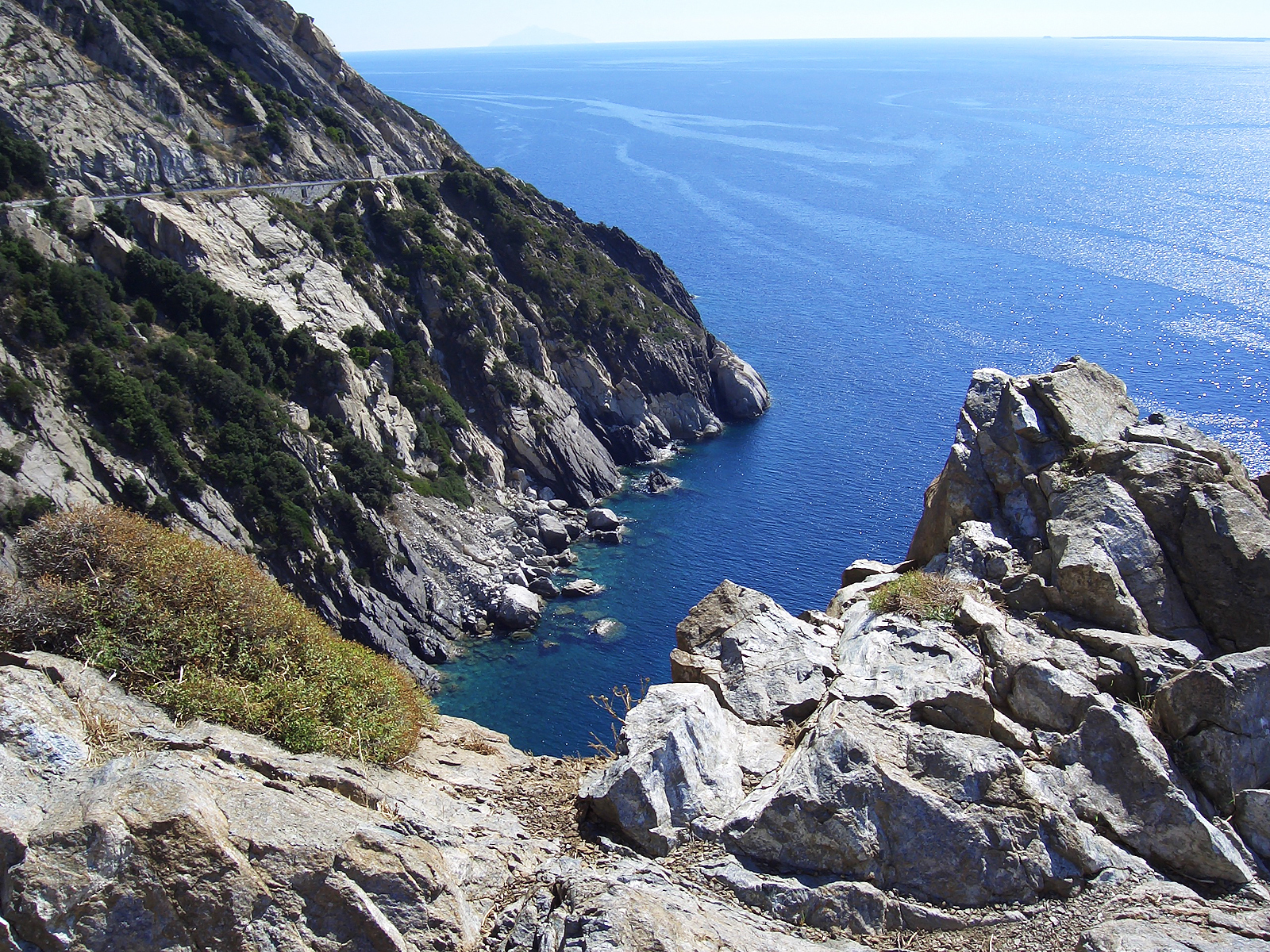
De westkust van Elba
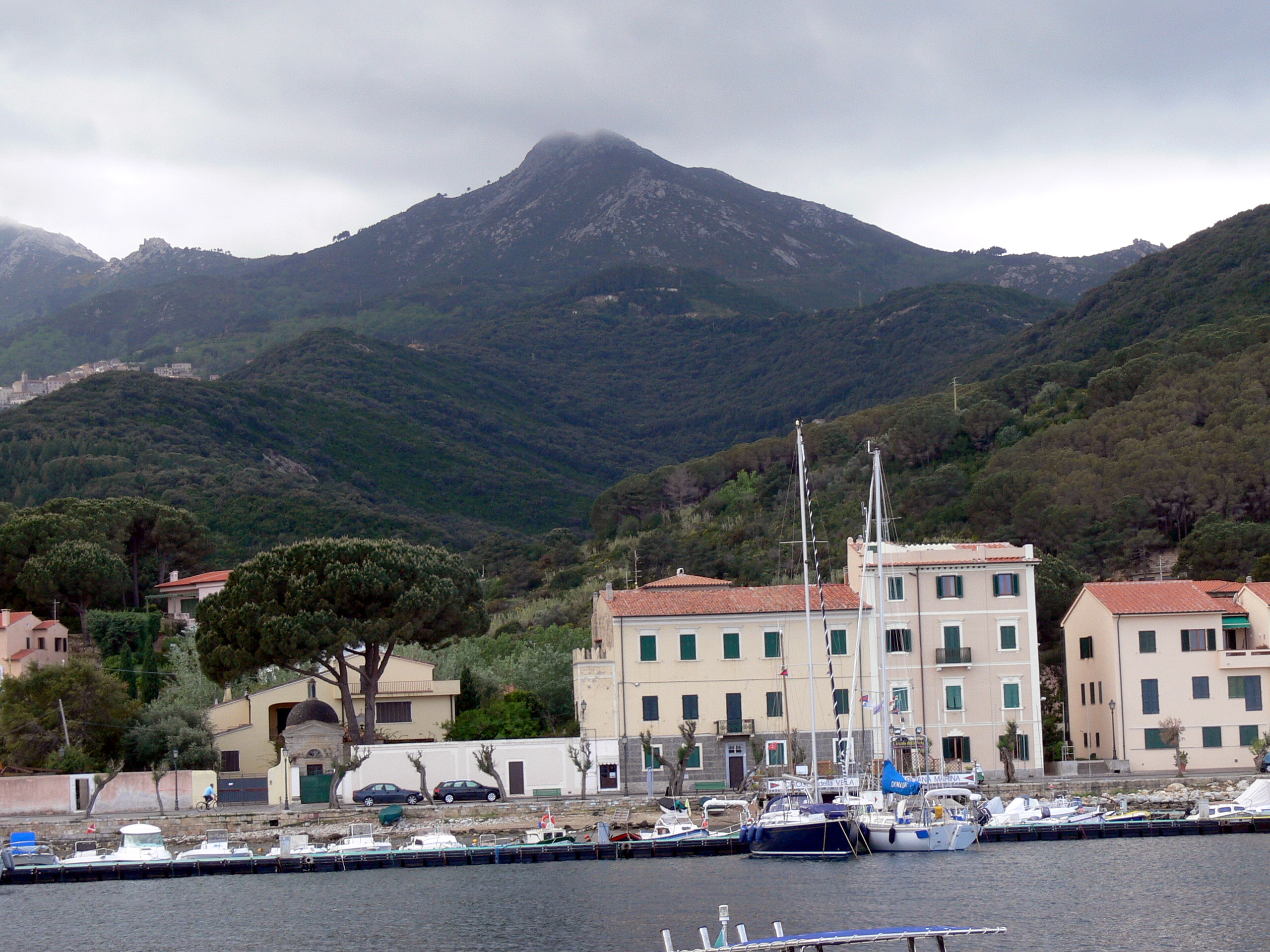
Marciana Marina
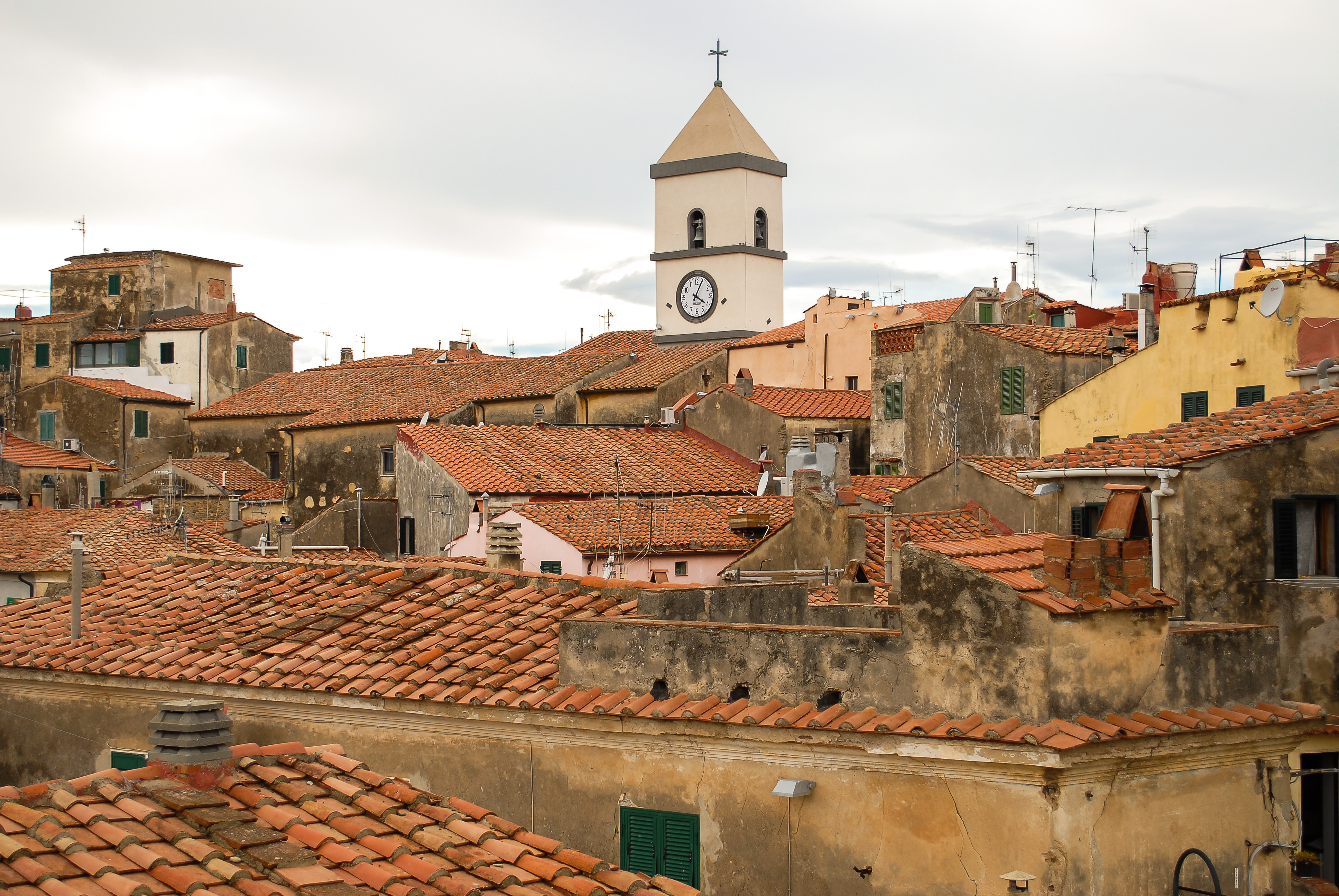
Capoliveri
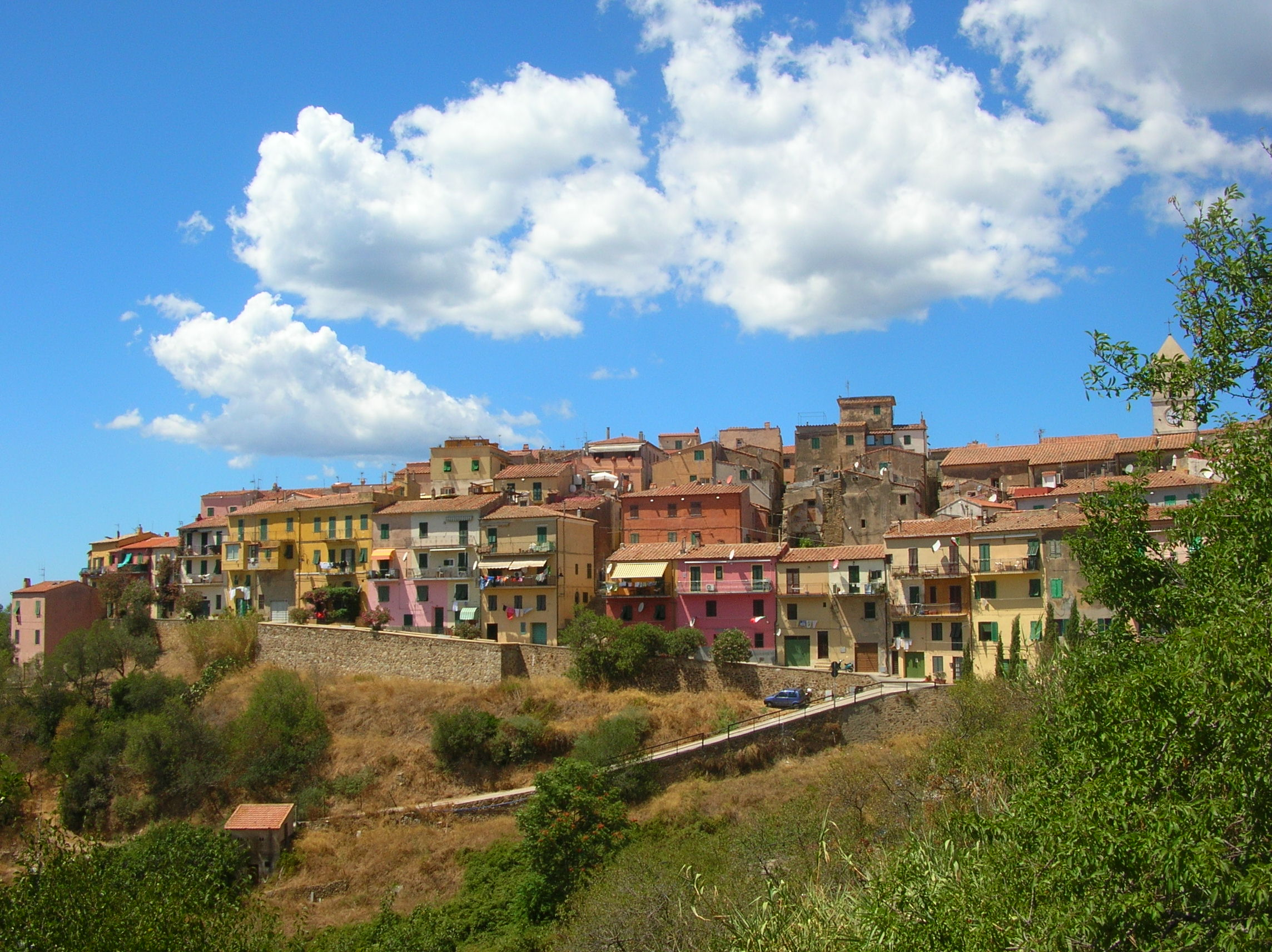
Idem
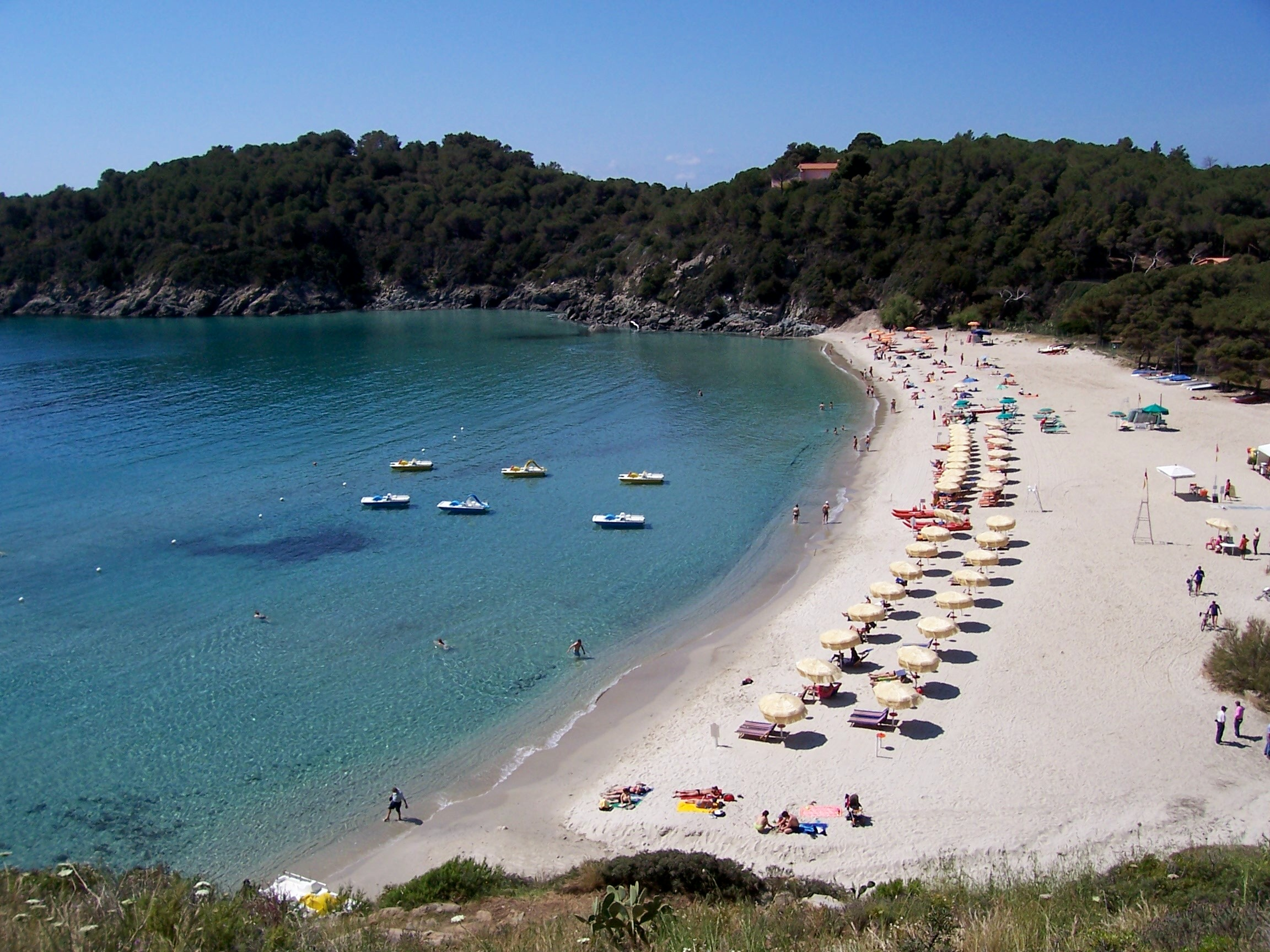
Het strand van Fetovaia